# 2107 Ilmari
2107 Ilmari eller 1941 VA är en asteroid i huvudbältet som upptäcktes den 12 november 1941 av den finska astronomen Liisi Oterma vid Storheikkilä observatorium. Den har fått sitt namn efter karaktären Ilmarinen i Kalevala.
Asteroiden har en diameter på ungefär 16 kilometer.